# Флорштедт, Герман
Артур Герман Флорштедт (нем. Arthur Hermann Florstedt; 18 февраля 1895, Битш, Лотарингия, Германская империя — после 1945) — штандартенфюрер СС и комендант концлагеря Майданек.

## Биография

### До Второй мировой войны
Герман Флорштедт родился 18 февраля 1895 года в семье военнослужащего Германа Флорштедта. В 1897 году семья переехала в Айслебен. До 1909 года посещал городскую школу в Айслебене и затем обучался у лесничего, прекратив обучение в 1910 году. В 1912 году добровольно поступил на службу в лейб-гвардейский гусарский полк в Потсдаме. С 1915 года участвовал в Первой мировой войне и сражался в России и Франции. В 1917 году попал в плен к русским войскам . В России познакомился с русской женщиной, от которой у него родился ребёнок в мае 1918 года. Его сын воспитывался дедушкой и бабушкой.
В январе 1919 года был демобилизован. Флорштедт переехал в Веймар, где в мае 1922 года женился на Шарлотте Вилле. Брак был бездетным. С 1920 по 1924 год состоял в военизированном объединении Стальной шлем. В 1929 году переехал в Айслебен, где открыл фирму такси. В 1931 году работал менеджером по продажам в магазине велосипедов. Окружной суд Айслебена в ноябре 1929 года приговорил Флорштедта за нанесение тяжких телесных повреждений к штрафу в размере 100 рейхсмарок.
1 марта 1931 года вступил в НСДАП (билет № 488573). В апреле того же года присоединился к Штурмовым отрядам (СА). В мае 1931 года был зачислен в ряды СС (№ 8660). Вместе с гауляйтером Рудольфом Йорданом и Людольфом фон Альвенслебеном был одним из главных ответственных за «Кровавое воскресенье Айслебена» в ходе которого 12 февраля 1933 года здание коммунистической партии и спортивный зал были атакованы национал-социалистическим «пропагандистским маршем». Четыре человека погибли; 24 получили серьёзные ранения. Расследование против Флорштедта по обвинению в телесных повреждениях со смертельным было прекращено в следующем году. Член коммунистической партии, арестованный в июле 1933 года, сообщил, что во время допроса Флорштедт несколько часов пытал его до такой степени, что он несколько раз терял сознание
В апреле 1934 года возглавил 73-й штандарт СС в Ансбахе. В августе 1935 года в звании оберштурмбаннфюрера СС возглавил 14-й кавалерийский штандарт СС в Карслруэ. 2 декабря 1935 года Флорштедт был приговорен к штрафу в размере 300 рейхсмарок за попытку освобождения заключённого, сопротивление, нарушение общественного порядка и порчу имущества после того, как накануне он устроил пьяное буйство в полицейском участке Брухзаля. После жалобы чиновника рейхсбана, которого Флорштедт оскорбил в январе 1936 года, он был переведен в Кассель в марте 1936 года и назначен руководителем роты I/36. С января 1937 года был руководителем 35-го штандарта СС в Касселе. 20 апреля 1938 года был повышен до штандартенфюрера СС.

### В период Второй мировой войны
В сентябре 1939 года присоединился к войскам СС в звании оберштурмфюрера СС. В том же месяце был переведён в комендатуру концлагеря Бухенвальд и стал там блокфюрером. Поведение Флорштедта по отношению к охранникам концлагеря описывается как «чрезвычайно надменное и высокомерное». После нескольких жалоб Рихард Глюкс из инспекции концлагерей предложил ему должность шуцхафтлагерфюрера, на которой Флорштедт не имел прямого контакта с охраной. В июле 1940 года был переведён в концлагерь Заксенхаузен, где стал шуцхафтлагерфюрером. Флорштедта быстро стали бояться в лагере из-за его жестокости; он подстрекал капо убивать некоторых заключённых. В октябре 1940 года вернулся в концлагерь Бухенвальд, где стал шуцхафтлагерфюрером. Среди заключённых там он считался жестоким и непредсказуемым. Он заставлял еврейских заключённых петь так называемую еврейскую песню, которая содержала антисемитские и оскорбительные тексты. В октябре 1941 года Флорштедт был ответственен за то, что приказал лишить весь концлагерь пищи на один день. Он также заменил трёх старост блока и избил их. С 1941 года был заместителем коменданта Бухенвальда. В июле 1942 года был переведен в концлагерь Маутхаузен на три месяца.
С конца ноября 1942 и до октября 1943 года был комендантом лагеря смерти Майданек близ Люблина. Флорштедт был ответственным за массовые убийства посредством ядовитого газа. Руководитель СС и полиции в Люблине Одило Глобочник предложил Флорштедту стать оберфюрером СС в сентябре 1943 года. Повышение не состоялось, так как 20 октября Флорштедт был переведен в концлагерь Бухенвальд «для проведения судебного разбирательства» в ходе коррупционного дела вокруг коменданта концлагеря Бухенвальд Карла Отто Коха. 25 октября 1943 года Флорштедт был арестован по подозрению в растрате и других серьёзных преступлениях.
Существует противоречивая информация о дальнейшем местонахождении Флорштедта: Согласно Хайнцу Хёне, Флорштедт был признан судом СС виновным в убийстве и коррупции и приговорен к смертной казни. По словам Эрнста Клее, Флорштедт был расстрелян незадолго до окончания войны по приказу Гиммлера. Мартин Зоммер, который находился под следствием в СС, в 1963 году сообщил западногерманским следственным органам, что Флорштедт был расстрелян в Бухенвальде 5 апреля 1945 года вместе с комендантом Кохом. Судья СС Конрад Морген подтвердил исполнение смертного приговора в отношении Флорштедта. Ни Зоммер, ни Морген не присутствовали на казни; записи ЗАГСа связанные с Бухенвальдом, были утеряны из-за войны. Гарри Штайн утверждал, что Флорштедт сбежал из-под стражи в Веймаре в апреле 1945 года и скрывался. Карин Орт указывала на сообщение невестки Флорштедта, согласно которому Флорштедт жил у неё в Галле некоторое время после окончания войны, а затем скрывался.

### После войны
Газета Thüringer Tageblatt, принадлежавшая ХДС ГДР, 24 апреля 1962 года сообщила, что Флорштедт служил в уголовной полиции в Майнце. В западногерманских следственных органах газета позже сослалась на показания неназванного узника Бухенвальда, который теперь жил в Западной Германии. Расследование, проведённое полицией Майнца, осталось безрезультатным. Старший прокурор Киммель из Центрального управления государственных органов юстиции по расследованию нацистских преступлений не считал смерть Флорштедта доказанной, согласно служебной записке от 6 октября 1975 года.